# Catedral de León (Nicarágua)
A Catedral de León, também conhecida como Basílica-Catedral da Assunção de León (e cujo nome oficial é Insigne e Real Basílica Catedral da Assunção da Bem Aventurada Virgem Maria), é uma catedral de construção barroca colonial localizada na cidade de León, na Nicarágua.

## UNESCO
A UNESCO inscreveu a Catedral de León como Patrimônio Mundial por "expressar a transição do estilo Barroco ao Neoclássico, o que pode ser considerado eclético. Caracterizada pela sobriedade de sua decoração interior e a abundância da luz natural"